# Referendum o poloze hlavního nádraží v Brně (2016)

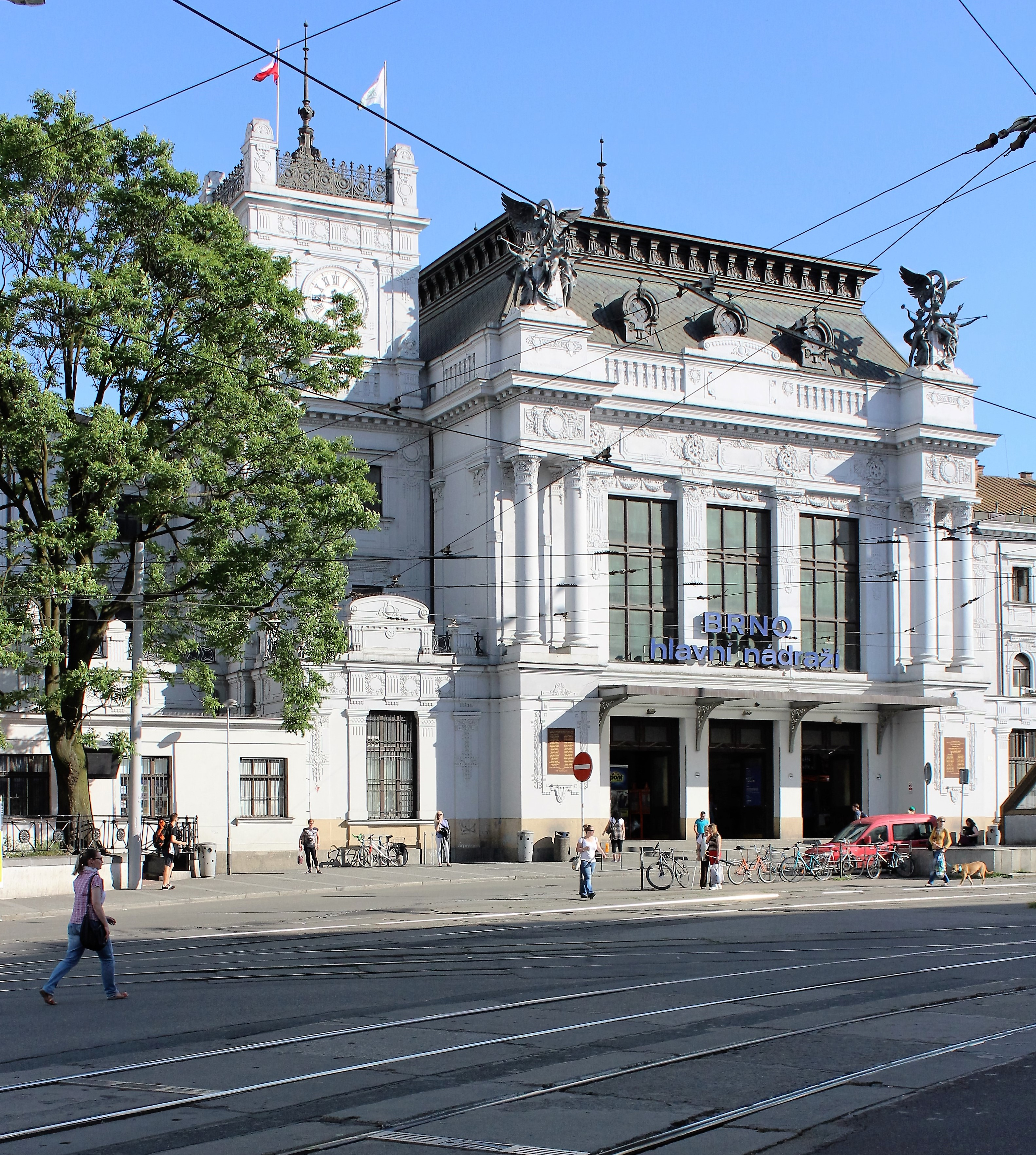
Výpravní budova současného hlavního nádraží v Brně (při ulici Nádražní), o okolnostech jehož modernizace se v referendu rozhodovalo

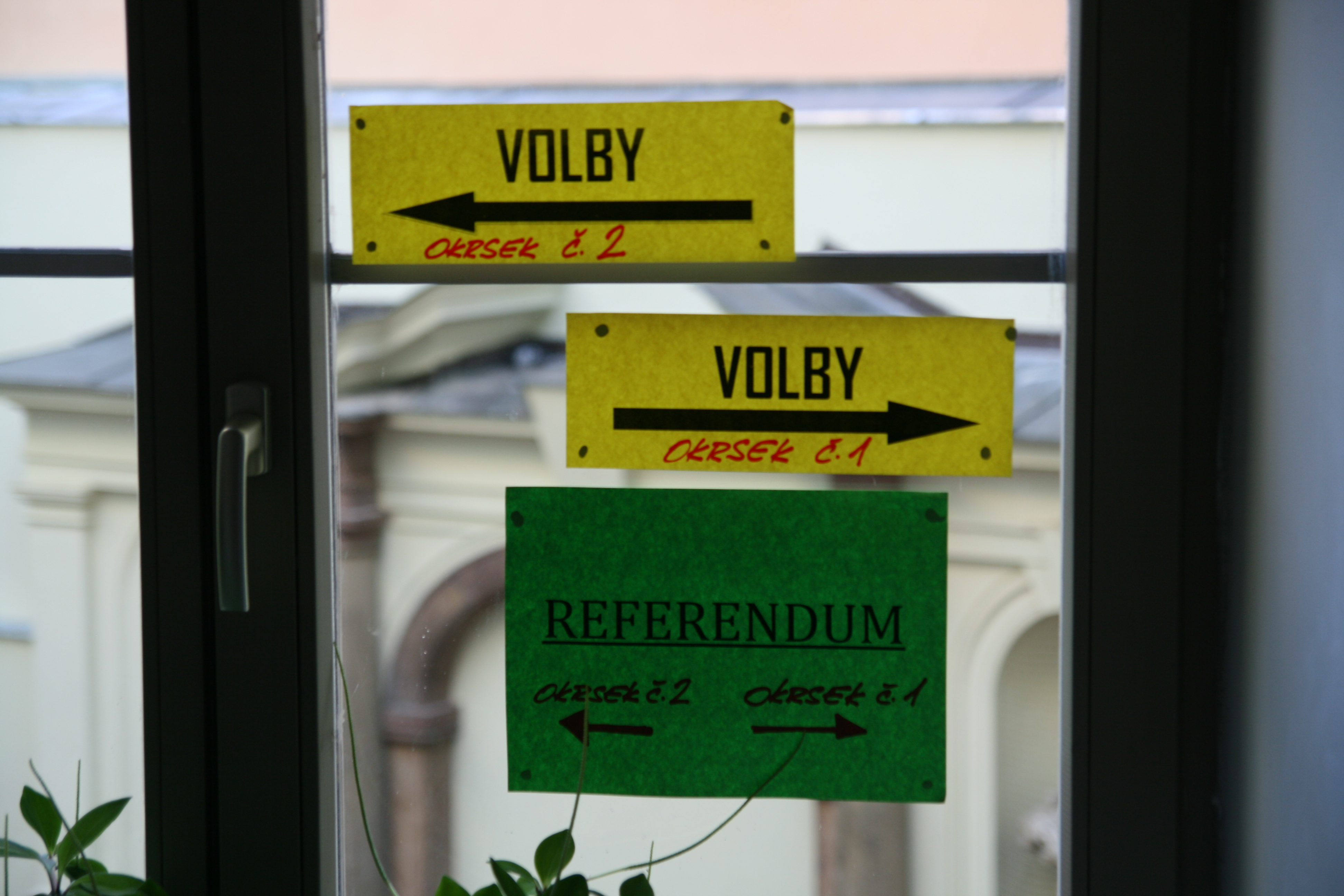
Hlasovací místnosti referenda byly umístěny zpravidla ve stejné budově jako volební místnosti pro volby do krajských zastupitelstev.

Referendum o poloze hlavního nádraží v Brně je místní referendum, které proběhlo na území města Brna ve dnech 7. a 8. října 2016 souběžně s volbami do krajského zastupitelstva a v části města i do senátu. Občané se v něm mohli vyjádřit k tomu, zda si přejí modernizovat železniční stanici Brno hlavní nádraží v její dosavadní poloze na okraji historického jádra města v ulici Nádražní a zda chtějí, aby bylo řešení této modernizace vybráno prostřednictvím otevřené návrhové soutěže. Referendum není platné, protože v něm nebylo dosaženo požadované minimální účasti oprávněných hlasujících.
Společenská diskuze o přestavbě a možné změně polohy hlavního nádraží se v Brně vede již od 20. let 20. století. Referendum, v němž by občané města dostali možnost se k této otázce vyjádřit, mělo původně proběhnout již 10. a 11. října 2014 společně s volbami do zastupitelstev obcí, ale z důvodu administrativních průtahů bylo jeho konání odloženo. Brňané měli v roce 2016 možnost vyslovit se k této otázce prostřednictvím všelidového hlasování již podruhé. V předchozím referendu konaném 9. října 2004 se sice z 24,9 % zúčastněných oprávněných osob 86 % vyslovilo pro modernizaci ve stávající poloze, avšak protože nebyla dosažena tehdy nutná 50% účast, nebylo toto referendum platné.
Konečné výsledky referenda byly vyhlášeny v sobotu 8. října 2016 krátce po desáté hodině večerní. Většina hlasujících na obě otázky odpověděla „ano“, ovšem vzhledem k nízké účasti, která byla pouze 23,83 %, není referendum platné.

## Předkládané otázky

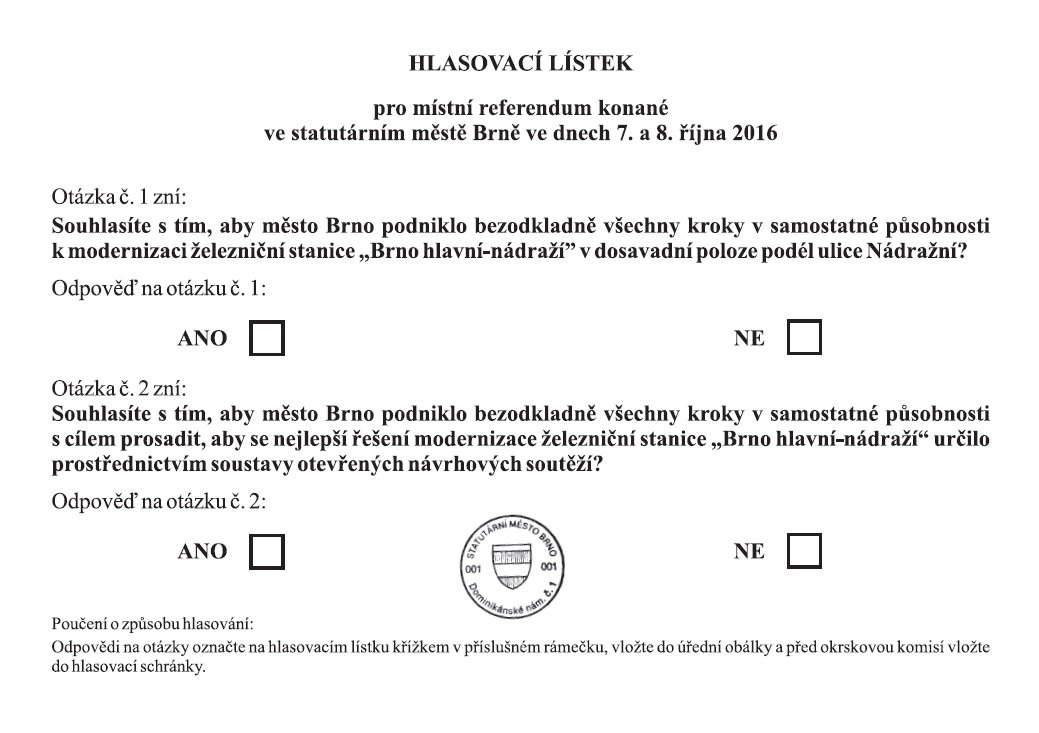
Hlasovací lístek pro referendum o poloze hlavního nádraží v Brně se dvěma otázkami

1. Souhlasíte s tím, aby město Brno podniklo bezodkladně všechny kroky v samostatné působnosti k modernizaci železniční stanice „Brno hlavní nádraží“ v dosavadní poloze podél ulice Nádražní?
2. Souhlasíte s tím, aby město Brno podniklo bezodkladně všechny kroky v samostatné působnosti s cílem prosadit, aby se nejlepší řešení modernizace železniční stanice „Brno hlavní nádraží“ určilo prostřednictvím soustavy otevřených návrhových soutěží?

### Zjednodušené znění
Podle Iva Martince z katedry českého jazyka a literatury Pedagogické fakulty Masarykovy univerzity je z jazykového hlediska znění otázek jednoznačné a zjednodušeně znamenají toto:
1. Chcete, aby se modernizovalo nádraží v současné poloze?
2. Chcete, aby se dál hledalo řešení formou soutěže?

Velká část Brňanů oslovených Brněnským deníkem si nebyla interpretací otázek jistá a část jim vůbec nerozuměla. Tuto skutečnost považuje Martinec za důsledek použitého administrativního stylu vyjadřování, jehož použití však může být kvůli existenci právních norem v podobných situacích nezbytné. Znění otázek nepovažuje Martinec za manipulující a i podle odpůrců referenda je problém spíše ve významu v nich použitých pojmů a v samotné volbě toho, na co se otázky táží a na co nikoliv.

## Organizační podmínky

Na území statutárního města Brna se hlasovalo ve 350 okrscích, územně totožných s volbami do zastupitelstev krajů. Silnější čarou jsou vyznačeny hranice městských částí.

Referendum se podle zákona o místním referendu konalo na úrovni statutárního města Brna. Na svém ustavujícím zasedání 25. listopadu 2014 ho vyhlásilo zastupitelstvo města vzešlé z voleb, v jejichž průběhu se původně mělo referendum konat. V případě, že bude referendum platné, budou jeho výsledky právně závazné pro orgány tohoto města. Odpůrci referenda poukazují na to, že jeho výsledek nijak nezavazuje další významné subjekty podílející se na modernizaci brněnského železničního uzlu, kterými jsou Ministerstvo dopravy České republiky, Správa železniční dopravní cesty a Jihomoravský kraj.
Referendum se uskutečnilo na území města Brna ve stejných 350 okrscích a zpravidla i ve stejných budovách, ve kterých se konaly volby do krajského zastupitelstva a do Senátu. Proběhlo též ve shodnou dobu jako tyto volby, tedy v pátek 7. října od 14.00 do 22.00 a v sobotu 8. října od 8.00 do 14.00 hodin. Šlo o největší z deseti místních referend souběžně s těmito volbami v Česku probíhajících. Některé brněnské městské části o konání referenda informovaly obyvatele prostřednictvím svých tiskovin již s několikaměsíčním předstihem, magistrát města Brna začal veřejnost o referendu informovat na konci září.
Pro referendum byly v každém okrsku zřízeny vlastní komise, které však nebyly totožné s volebními komisemi – proto se obvykle konalo v jiné místnosti než volby do krajského zastupitelstva a Senátu. Ve výjimečných případech mohla dokonce nastat situace, kdy referendum probíhalo v jiné budově než volby. To byl případ okrsků č. 4003 a 4004 v Brně-Černovicích (namísto sociálního domu v budově ZUŠ), č. 6001 a 6002 v Brně-Ivanovicích (namísto budovy úřadu v Obecní hospodě), č. 18001 v Brně-Ořešíně (namísto úřadu v hasičské zbrojnici) a č. 23020 a 23033 v Brně-středu (namísto klubu seniorů na Václavské čo. 3 v domě pro seniory v odbočce ulice Hybešovy čo. 65a).
Hlasovací lístky pro referendum obdrželi voliči až ve volební místnosti (nebyly doručovány do domovních schránek). Odpovědi na otázky se na hlasovacím lístku označovaly křížkem (× nebo +) v příslušném rámečku.
Oprávněnou osobou pro účast v referendu byl občan České republiky s trvalým bydlištěm na území města Brna starší 18 let, popřípadě občan EU starší 18 let s trvalým pobytem na území města Brna, který se do 5. října 2016 do 16.00 nechal zanést do dodatku stálého seznamu voličů. Celkově bylo v referendu oprávněno hlasovat 306 981 osob (tedy o 231 více, než kolik mohlo hlasovat ve volbách do krajského zastupitelstva). Zákon o místním referendu dal voličům možnost do 5. října (osobně) nebo 30. září 2016 (písemně) požádat o vydání hlasovacího průkazu, jehož použitelnost je však omezena pouze na území statutárního města Brna (využijí ho zejména osoby hospitalizované v jiné části Brna, než kde bydlí). Vzhledem k tomu, že se referendum dotýká polohy regionálně významné železniční stanice, bývá kritizována skutečnost, že se jej nemohou zúčastnit obyvatelé okolních obcí, kteří nádraží využívají k cestování do Brna.
Místní referendum je podle zákona platné, zúčastní-li se ho alespoň 35 % osob oprávněných hlasovat; závazné pro město je pak tehdy, pokud navíc vítězná možnost získá podporu nadpolovičního počtu účastníků a současně alespoň 25 % všech oprávněných hlasujících.
Celkově stála příprava hlasovacích místností a organizace referenda město Brno asi 6 milionů korun.

## Názorová uskupení a prosazované polohové varianty

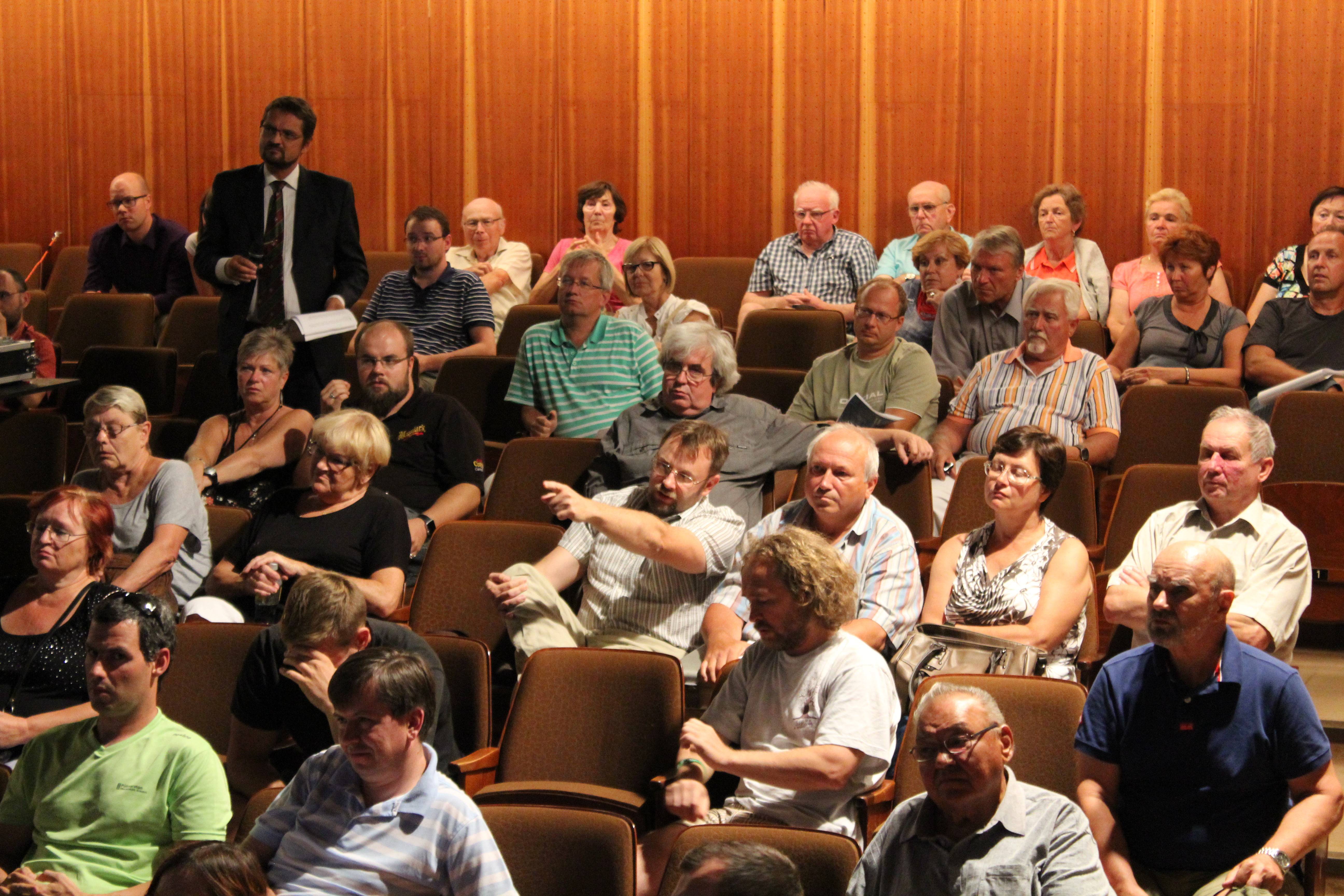
Účastníci veřejné besedy před referendem pořádané 8. září 2016 v městské části Brno-Jundrov

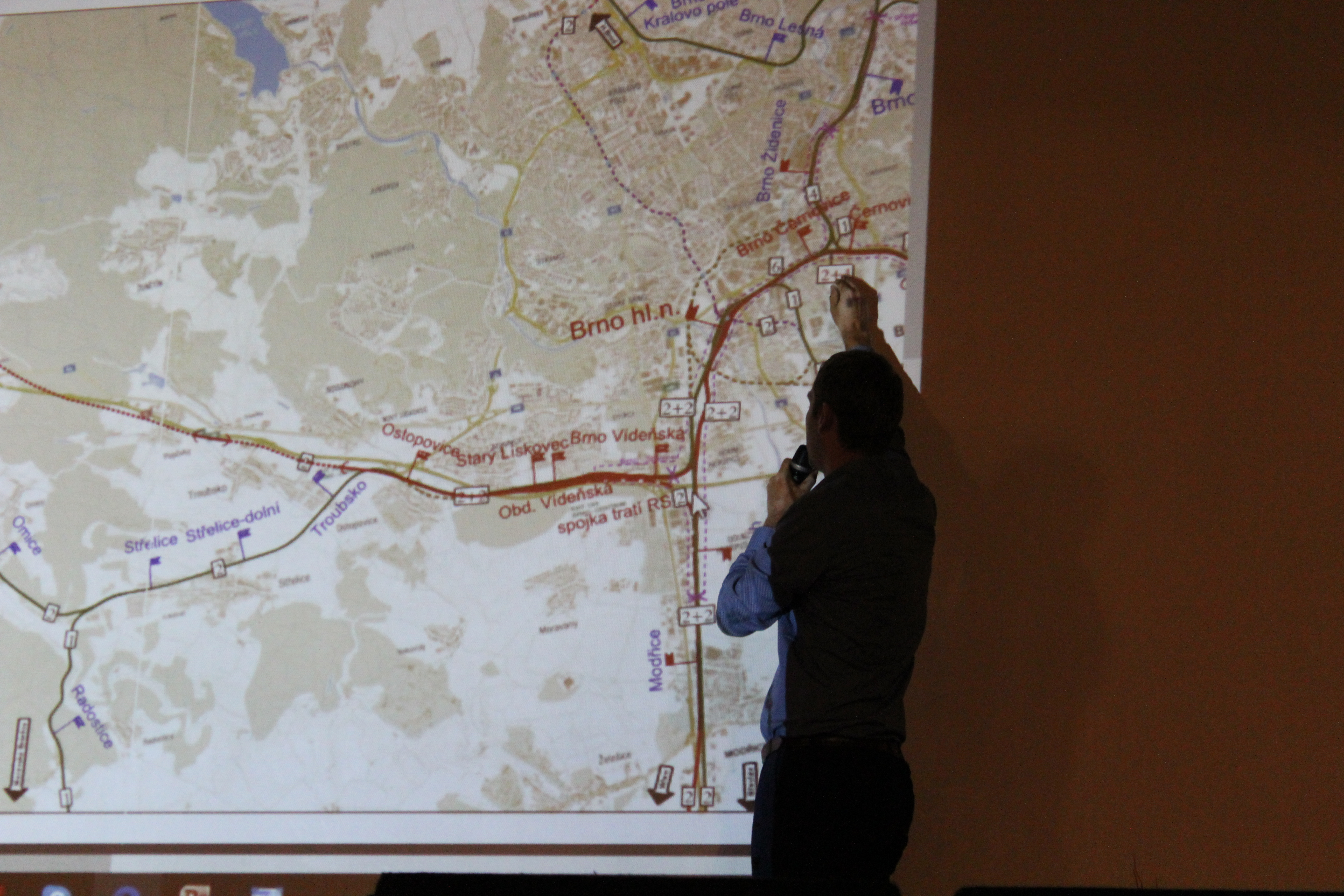
Mnoho diskuzí o poloze nádraží se opíralo o mapové znázornění jednotlivých variant.

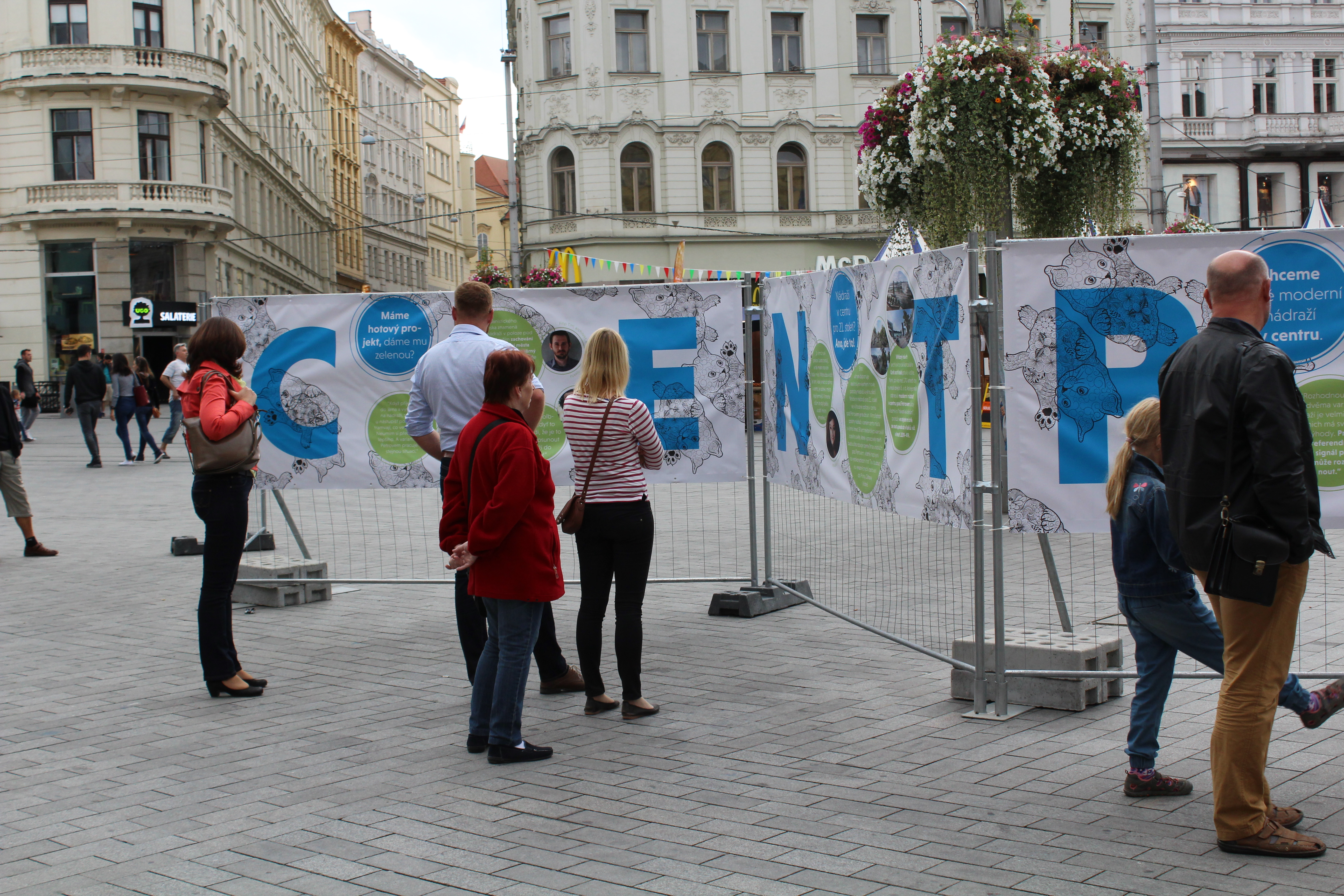
Na brněnském náměstí Svobody si kolemjdoucí prohlížejí výstavku kampaně „Nádr v centru“ Strany zelených.

Sběr podpisů nutných k vypsání referenda organizovala od ledna do srpna 2014 občanská aliance Referendum 2014 (později nazývaná Referendum 2016) utvořená sdruženími Hnutí DUHA, Masarykova demokratická akademie a Děti Země. Nejvýraznějším představitelem této skupiny je šéfredaktor Deníku Referendum Jakub Patočka, který obhajuje možnost přizpůsobit nádraží současným potřebám v jeho stávající poloze tzv. „v centru“ a varuje před zhoršenou dostupností nádraží v odsunuté poloze. Aliance svou aktivitou navazuje na činnost občanské koalice Nádraží v centru, která stála za podobným referendem z roku 2004, a na aktivity Matěje Hollana a jeho občanského sdružení Brnění, které v roce 2011 upozornilo na skutečnost, že mezi největší vlastníky pozemků v oblasti tzv. „jižního centra“, do níž by se mohlo nádraží přesunout, patří lidé z okolí někdejšího místopředsedy brněnské Občanské demokratické strany Jiřího Hose, jehož společnost Brno New Station Development si rovněž v roce 2008 od Českých drah na 40 let pronajala budovu nádraží včetně komerčních prostor a okolního areálu.
Hlavním odpůrcem referenda je spolek Brno+ založený Patočkovým názorovým protivníkem, politikem Občanské demokratické strany Robertem Kotzianem, který z funkce náměstka pro dopravu v zastupitelstvu vedeném v letech 2010–2014 primátorem Romanem Onderkou jménem města aktivně prosazoval přesun nádraží do polohy tzv. „u řeky“, jež počítá s přesunem stanice přibližně o 800 metrů jihovýchodním směrem k řece Svratce, do míst současné nákladní stanice Brno dolní nádraží, kde by se stalo součástí plánovaného „jižního centra“. Kotzian považuje chystané referendum za nástroj blokování dopravního rozvoje města, neúspěšně se pokusil jeho uskutečnění napadnout soudně a k jeho bojkotu vyzýval i prostřednictvím spolku Brno+, jehož je předsedou. Místopředsedou spolku je starosta městské části Brno-Starý Lískovec Vladan Krásný.
Proti navrhovanému odsunu nádraží na velkou vzdálenost se vymezili rovněž ti lidé, kteří navrhují využít k modernizaci nádraží prostranství východně od ulice Nové sady. S využitím těchto prostranství ovšem počítají i představené návrhy modernizace nádraží v poloze „v centru“. Zatímco spolek Brno+ hovořil o této variantě jako o samostatné a odlišné poloze tzv. „pod Petrovem“, iniciátoři referenda počítali v rámci jimi prezentované modernizace nádraží ve stávající poloze i s jeho souběžným rozšířením do těchto míst a obě polohy tedy ztotožňovali. Že oba názvy označují totéž, prohlásili i autoři příslušných studií. Spolek Brno+ naopak tvrdil, že cílem iniciátorů referenda je prosazení tzv. „nulové varianty“ spočívající v pouhé opravě stávajícího nádraží.
Na konci května 2016 informoval náměstek primátora Richard Mrázek jménem hnutí ANO o přípravě další možné polohové varianty. Podle ní by na novém nádraží v poloze tzv. „za řekou“ nedaleko mrakodrapu AZ Tower přibližně 1200 metrů od současného umístění zastavovaly mezinárodní vlaky a rychlíky, zatímco stávající nádraží v centru by využívaly regionální linky. Mrázek oznámil úmysl nechat tuto variantu zařadit do srovnávací studie, kterou vypracovává Správa železniční dopravní cesty. Návrh sklidil kritiku Roberta Kotziana ze spolku Brno+ (zastánce nádraží „u řeky“) a skepticky se o něm vyjádřili i Martin Ander ze Strany zelených a organizátoři chystaného referenda.
Ačkoliv referendum se svou první otázkou dotýkalo pouze modernizace nádraží „v dosavadní poloze podél ulice Nádražní“ a o jiných možných polohách se v otázkách nehovořilo, i samotné město Brno coby vyhlašovatel referenda stavělo ve své informační kampani před referendem vedle sebe polohy „pod Petrovem“ a „u řeky“. Pouze tyto dvě polohy jsou také předmětem urbanistické studie pořízené v roce 2016 městem Brnem a taktéž studie proveditelnosti zadané Správou železniční dopravní cesty, jež měla být původně hotova ještě před referendem, ale jejíž dokončení se zpozdilo a očekávána je až na přelomu ledna a února 2017. Přední propagátoři modernizace nádraží v jeho současném umístění (Martin Ander) i v odsunuté poloze (Robert Kotzian) se však ještě před referendem shodli, že již z dřívějších studií vyplývá, že obě polohy jsou proveditelné.

### Postoje úřadů
Úřadující městské zastupitelstvo se rozhodlo své občany o konání referenda informovat, avšak nevydat ohledně hlasování v referendu ani účasti v něm žádné doporučení. Jako jediná ze stran vládnoucí koalice se jednoznačně k zachování nádraží ve stávající poloze přiklání Strana zelených. Podle právní analýzy, na kterou odkázal mluvčí brněnského magistrátu, není první otázka referenda zcela jednoznačná, město se však rozhodlo hlouběji se do diskuze o jejím správném výkladu nezapojovat.
Rada Jihomoravského kraje pod vedením hejtmana Michala Haška přidělila nejprve dotaci ve výši 197 000 Kč na informační kampaň související s referendem spolku Brno+. Později se kraj za toto jednostranné rozhodnutí omluvil a na začátku září poskytl stejnou částku i přípravnému výboru referenda z aliance Referendum 2016.
Ministr dopravy Dan Ťok v debatě s občany 14. března 2016 vyjádřil přání, aby k referendu přišlo dostatečné množství voličů a bylo tak platné. Vedení města Brna by pak podle ministra za takové situace mělo výsledek referenda respektovat.

## Historie

### První referendum
První referendum o poloze hlavního brněnského nádraží, vyvolané občanskou koalicí Nádraží v centru, se konalo v roce 2004. Hlasující se sice většinově vyjádřili pro podporu stávající polohy u ulice Nádražní, vzhledem k nedostatečné účasti ale referendum nebylo závazné.

### Příprava druhého referenda
Nápad na druhé referendum dostal na jaře 2013 Jakub Patočka, šéfredaktor Deníku Referendum, po inspiraci, která přišla se zkušeností s referendem v Plzni v roce 2011. S touto ideou se postupně ztotožnily další osoby a některé politické strany (zastupitelé z TOP 09, Strany zelených a České pirátské strany). V lednu 2014 zahájili aktivisté z občanské aliance Referendum 2014, tvořené sdruženími Hnutí DUHA, Masarykova demokratická akademie a Děti Země, sběr podpisů nutných pro rozhodnutí o vypsání hlasování, které chtěli uspořádat ve společném termínu s komunálními volbami na podzim 2014. Iniciátoři referenda požádali vedení Brna, aby poskytlo polovinu částky (2 miliony korun), které rada statutárního města Brna vyčlenila na kampaň a propagaci přesunu nádraží, v rámci spravedlivého dělení veřejných zdrojů též na propagaci alternativního řešení (nádraží v dosavadní poloze).

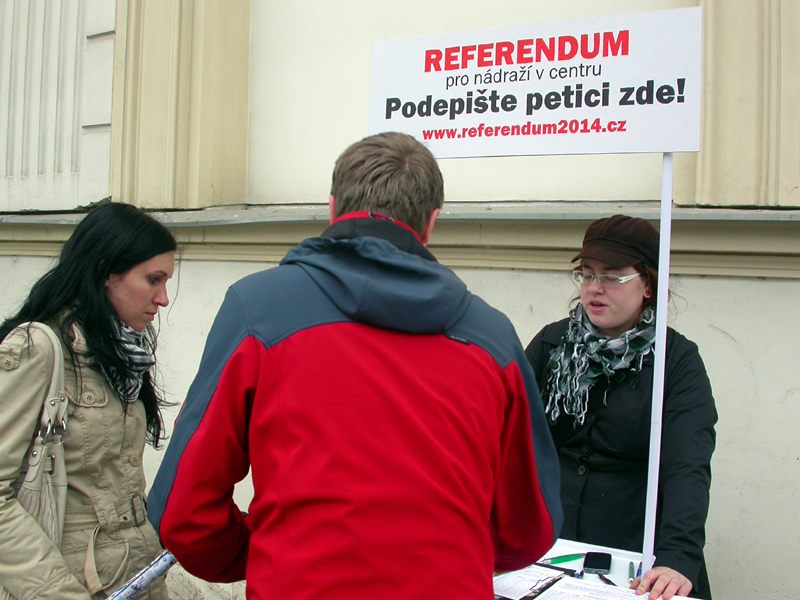
Sběr podpisů pro iniciaci referenda v roce 2014

Dne 30. července ohlásili iniciátoři sesbírání potřebného počtu podpisů (21 083, přičemž dle zákona bylo nutných 18 508 – šest procent oprávněných voličů), které odevzdali 1. srpna 2014 v podatelně Magistrátu města Brna. Dne 18. srpna 2014 oznámili úředníci, že z celkového počtu je platných pouze 13 257 podpisů. Kromě toho podle magistrátu chyběl odhad nákladů, které by byly spojeny s navrhovanými otázkami. Úřad proto vyzval iniciátory referenda, aby nedostatky do 1. září odstranili. Jakub Patočka takový postup označil „za zvůli a skandální pohrdání občany“. Podle Miroslava Patrika bylo tvrzení o chybějícím počtu podpisů nepřezkoumatelné. Přípravný výbor pro vyhlášení referenda nesouhlasil s uváděnou 37% chybovostí podpisů a s neuvedením nákladů (které podle něj byly zahrnuty v předložených dokumentech), proto v následujících dnech podal ke Krajskému soudu v Brně žalobu na Magistrát města Brna.
Dne 1. září 2014 dodali aktivisté z aliance Referendum 2014 další petiční archy s celkem 5 813 podpisy (dle úřadu 5 884), aby dorovnali úřadem vyloučené podpisy. Zastupitelé za Stranu zelených navíc navrhli zařadit do programu jednání zastupitelstva 2. září hlasování o tom, aby referendum vyhlásili sami zastupitelé, s návrhem však neuspěli. Možné bylo i mimořádné jednání zastupitelstva konané nejpozději do 15. září 2014, aby se referendum stihlo vyhlásit v termínu podzimních komunálních voleb. Primátor Onderka se však nechal slyšet, že mimořádné zasedání nesvolá. Iniciátoři referenda poté rozšířili žalobu na město Brno a žádali, aby termín referenda stanovil místo zastupitelstva sám soud.
Krajský soud v Brně 10. září rozhodl, že asi tisícovka podpisů z prvně odevzdaných petičních archů mohla být úřadem vyřazena neoprávněně, což však nestačilo pro dosažení počtu nutného k vypsání referenda. Soud rovněž 12. září zamítl druhou část žaloby jako předčasnou a sám referendum nevyhlásil. Magistrát mezitím vyřadil dalších 680 podpisů i z petičních archů předložených 1. září.
V pořadí třetí žaloba iniciátorů referenda směřovala na uznání, že druhý, doplněný návrh na konání referenda byl již bezvadný. Krajský soud v Brně o ní rozhodl 17. října 2014 a uznal, že návrh ze dne 1. září obsahoval dostatek podpisů a zastupitelstvo musí na svém nejbližším zasedání referendum vyhlásit.
Nově zvolené zastupitelstvo po volbách do místních zastupitelstvech v roce 2014 na svém prvním zasedání 25. listopadu 2014 rozhodlo, že referendum o poloze nádraží se bude konat současně s volbami do krajských zastupitelstvech v roce 2016. Volby do krajských zastupitelstev a do Senátu vyhlásil prezident České republiky Miloš Zeman na dny 7. a 8. října 2016. V tyto dny se tedy v obvodu statutárního města Brna nakonec konalo také místní referendum o poloze nádraží.
Proti rozhodnutí zastupitelstva ze dne 25. listopadu 2014, Z7/0012, podali přehlasovaní zastupitelé a někteří bývalí zastupitelé (vedení Robertem Kotzianem a Romanem Onderkou) správní žalobu k soudu. Vyhlašovali, že rozhodnutí je neplatné zejména tím, že klade dobu referenda až do příštích voleb 7. a 8. října 2016. Na veřejnosti ono rozhodnutí výrazně označovali za protizákonné. Krajský soud v Brně i Nejvyšší správní soud v rozšířeném senátu ale neshledaly předestřené důvody platnými a žalobu zamítly (sólové minoritní stanovisko soudce Langáška se týkalo jen procesního postupu, nikoliv projednávané podstaty). Stěžovatelé se nakonec uchýlili ústavní stížností k Ústavnímu soudu, ale i ten jejich podání odmítl. Referendum tím bylo potvrzeno jako zcela v souladu se zákonem a demokratickými principy, jak plyne z odůvodnění ústavního soudu.
Patnáct dní před konáním referenda, 22. září 2016 uplynula v 16 hodin lhůta, do které měla aliance Referendum 2016 delegovat své zástupce do komisí, které na průběh referenda dohlížejí. Hlavní představitel iniciativy Jakub Patočka však nominace odeslal až krátce před půlnocí. V souladu se zákonem o místním referendu tedy budou v komisích zasedat pouze osoby, které navrhli nebo dodatečně navrhnou starostové městských částí, resp. primátor – mezi nimiž jsou i odpůrci referenda vyzývající k jeho bojkotu. Patočka v otevřeném dopisu primátorovi Vokřálovi z 29. září 2016 opožděné odeslání seznamů přiznal a uvedl, že si po celou dobu jejich příprav nebyl vědom konkrétní hodiny, kterou zákon o místním referendu stanovuje v § 53, zatímco komisím pro hlasování se věnují § 17–27. Očekával by prý, že se úředníci stejně budou věcí zabývat až následující den. Dle tajemníka magistrátu byla ovšem aliance Referendum 2016 k dodání seznamů opakovaně vyzývána. Patočka ve svém dopise primátorovi upozornil také na to, že úředníci většiny městských částí údajně předtím o několik dní nedodrželi termíny, v nichž měli naopak přípravný výbor informovat o parametrech hlasovacích komisí. Ohradil se rovněž proti výkladu zákona úřednicí odboru vnitřních věcí magistrátu, dle jejíhož sdělení nesmí starostové městských částí do komisí jmenovat osoby zpožděně přípravným výborem navržené ani z vlastní vůle. Všechny komise se nakonec do předvečera zahájení referenda podařilo naplnit.

### Reakce na vyhlášení druhého referenda

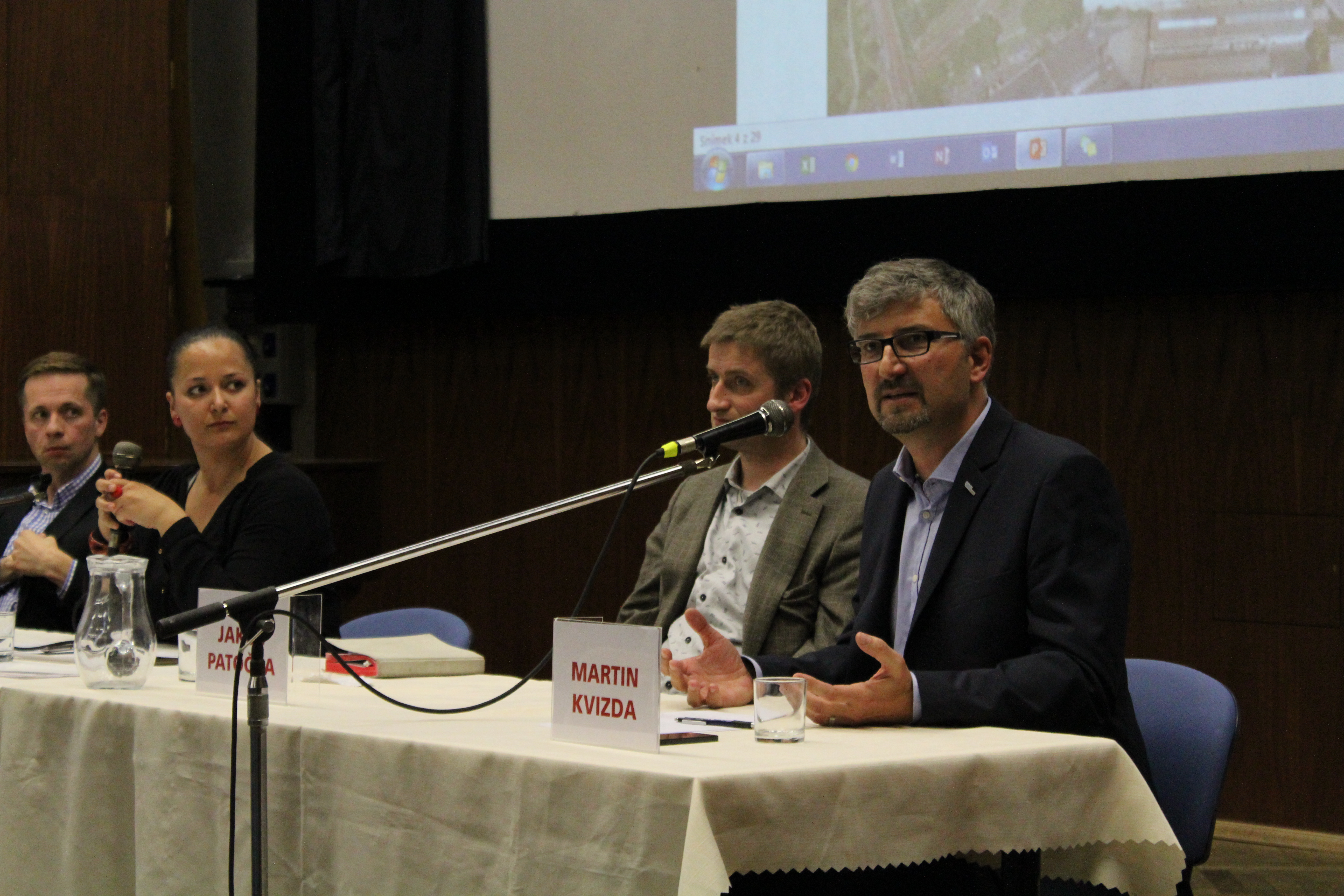
Panel odborníků na tzv. Masarykově debatě, jedné z četných veřejných debat před referendem

S vypsáním druhého referenda o poloze nádraží původně nesouhlasili někteří členové původní koalice Nádraží v centru (Svatopluk Bartík, Matěj Hollan), kteří poukazovali na to, že se právě čeká na dlouho připravované srovnání variant. Studie objednaná Správou železniční dopravní cesty, prezentovaná v červnu 2014, kdy již běžel sběr podpisů pro vyhlášení referenda, ukázala, že jak varianta „u řeky“, tak varianta „pod Petrovem“ jsou realizovatelné a finančně srovnatelné, avšak přesun nádraží „k řece“ má díky větší rozpracovanosti několikaletý náskok. Matěj Hollan později změnil názor a od září 2014 a zejména pak před komunálními volbami referendum podporoval a po vítězství v nich jej také podpořil jako jeden z členů nově zvoleného zastupitelstva, které na svém prvním zasedání v listopadu 2014 definitivně stanovilo termín jeho konání.
Vedení města Brna se v době sběru podpisů pro podporu referenda stavělo k myšlence jeho vyhlášení negativně. Tehdejší náměstek primátora Robert Kotzian (nynější předseda spolku Brno+ bojujícího proti referendu) tehdy navržené otázky označil za „manipulativní“ a projevil názor, že jejich formulací tvůrci vytváří mylný dojem podpory varianty „pod Petrovem“, zatímco se otázky ve skutečností ptají na tzv. „nulovou variantu“, která nebyla vůbec diskutována ani připravována.
Robert Kotzian se tehdy také vyjádřil, že o definitivní poloze nádraží by mělo rozhodnout Ministerstvo dopravy v roce 2015 a že pro ministerstvo nejsou výsledky místního referenda nijak závazné. Podle aliance Referendum 2014 (později vystupující pod názvem Referendum 2016) se ovšem stát, který má být prostřednictvím ministerstva investorem stavby, již v roce 2002 dohodl s městem Brnem, že právě Brno rozhodne o umístění nádraží, a to prostřednictvím svého územního plánu. To iniciátoři shrnuli tak, že výsledek referenda je skutečně přímo závazný jen pro statutární město Brno v samostatné působnosti, nepřímo ale dopadá i na ostatní subjekty, a to prostřednictvím tzv. čtyřstranné smlouvy mezi ministerstvem dopravy, SŽDC, statutárním městem Brnem a Jihomoravským krajem. V podobném duchu se nesly i výsledky rozpravy na Mezinárodní konferenci o přímé demokracii pořádané 26. listopadu 2015 Mezinárodním politologickým ústavem MU za přítomnosti čelných odborníků právní vědy a politologie.

## Kampaň
Jednotlivá názorová uskupení zahajovala předreferendovou kampaň postupně v různých médiích a kanálech. Vedle webových stránek byly užívány plakátovací plochy v tramvajích i na ulicích. Kampaň postupně nabírala stále ostřejších kontur. Celkové náklady organizátorů kampaní před referendem činily více než 500 tisíc korun.

### Pro hlasování „ano“

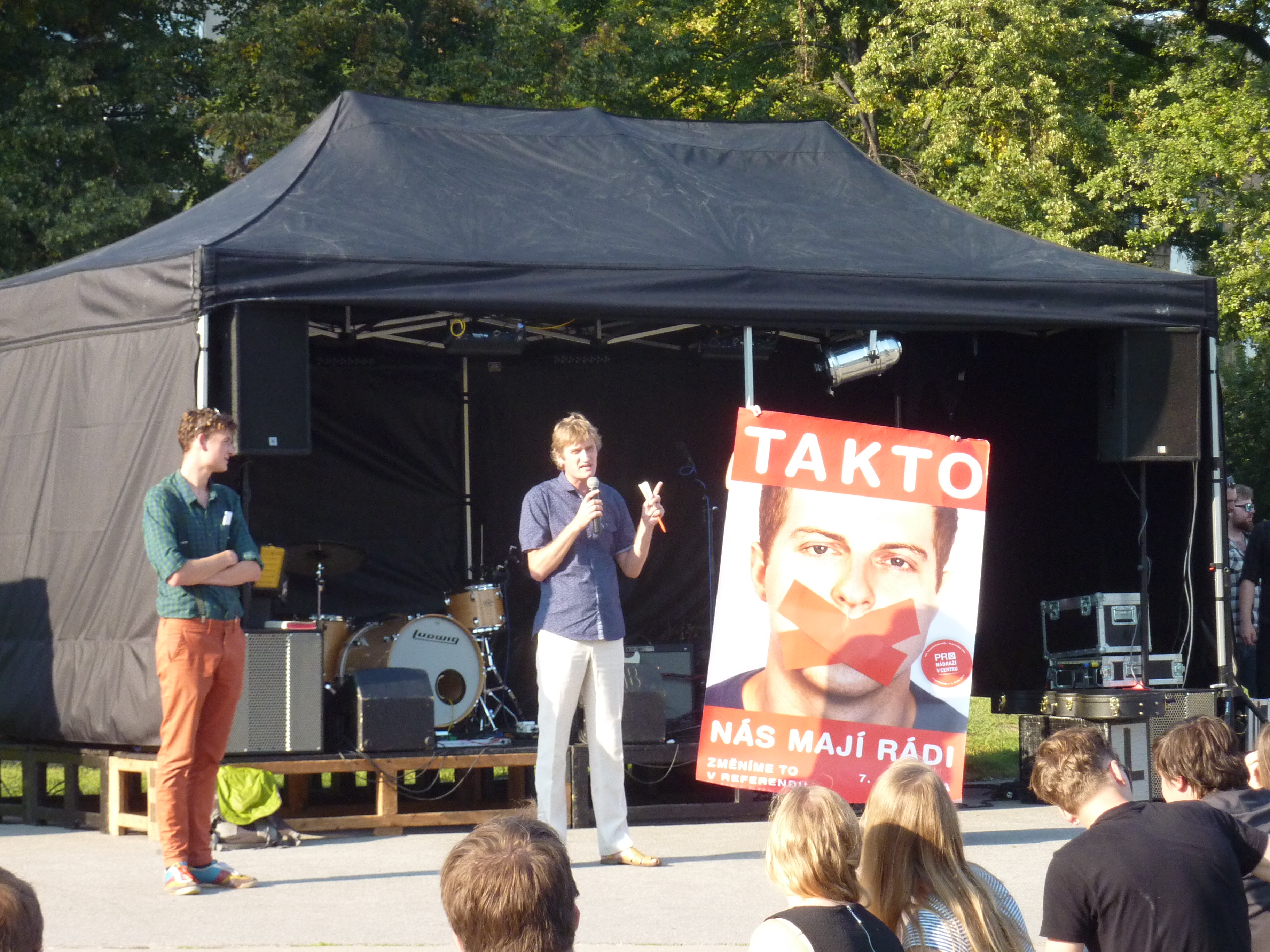
Aliance Referendum 2016 zahájila svou kampaň před referendem akcí Den pro nádraží v centru 7. září 2016 na Moravském náměstí v Brně.

Občanská aliance Referendum 2016 vyzývala voliče k účasti v referendu a odpovědi „ano“ na obě otázky. Jako hlavní důvody pro takové hlasování uváděla výhodnou dostupnost a dobrou provázanost stávající polohy nádraží s městskou dopravou a transparentnost navrhovaného způsobu vedoucího k nalezení přesné podoby jeho modernizace. Ve své kampani aliance prezentovala i názory významných osobností brněnského veřejného života, které souhlasí s modernizací nádraží ve stávající poloze, jako jsou herec Bolek Polívka, senátorka Eliška Wagnerová, architekt Jan Sapák nebo ombudsmanka Anna Šabatová. Ve veřejné debatě zastupoval tento názorový proud i ředitel meziuniverzitního Institutu pro dopravní ekonomii, geografii a politiku a proděkan Ekonomicko-správní fakulty Masarykovy univerzity Martin Kvizda. Plakáty na podporu referenda zobrazovaly obličej muže s ústy přelepenými lepicí páskou a nápisem „Takto nás mají rádi. Změníme to 7. a 8. října v referendu o nádraží“. Do svých provozoven je umístily i některé zavedené brněnské prodejny.
Vlastní kampaň podporující účast v referendu a kladné odpovědi v něm spustila začátkem září Strana zelených. Nesla název „Nádr v centru“ a ze známých osobností ji podporovali mimo jiných spisovatelka Kateřina Tučková, režisér Jan Motal, herec Arnošt Goldflam či architekti Ondřej Chybík, Gabriel Kurtis, Janica Šipulová a Ivan Ruller. Herec Marek Daniel podpořil referendum již na jaře 2016 dvěma díly seriálu Kancelář Blaník.
V úterý 4. října zveřejnilo rozsáhlé fórum 31 významných českých odborníků v oblasti urbanizmu, dopravy a ekonomie z různých měst a institucí memorandum, v němž označili otázku polohy nádraží za dostatečně obecnou na to, aby o ní mohli rozhodovat občané v referendu. Současně také vyjádřili své přesvědčení, že v žádné z uvažovaných poloh nehrozí Brnu ztráta šance na budoucí napojení na vysokorychlostní železnicí, a upozornili, že v případě změny polohy nádraží dojde podle jejich názoru k rozpadu stávajícího dobře fungujícího systému veřejné dopravy ve městě.

### Proti účasti v referendu
Spolek Brno+, který se k návrhům kladeným v referendu staví odmítavě, nabádal občany, aby neúčastí v referendu dosáhli jeho neplatnosti z důvodu nedosažení minimální nutné účasti (35 % oprávněných hlasujících). Ty účastníky referenda, kteří chtějí hlasovat „ne“, prý jeho iniciátoři v blíže neurčené „interní komunikaci“ dostupné Mladé frontě Dnes nazvali „užitečnými idioty“. Podle argumentace spolku Brno+ referendum ohrožovalo životní zájem města Brna a jeho iniciátoři údajně zneužili institut místního referenda proti městu. Obdobně za nebezpečí pro Brno označil referendum i městský výbor KSČM. Ve své kampani pro přesun nádraží používal spolek Brno+ heslo „Referendum je past“ a zaštiťoval se podporou osobností jako jsou profesor chemie Ivan Holoubek, historička Milena Flodrová, profesor biochemie Jiří Damborský, profesor vnitřního lékařství Jiří Vorlíček, profesor chemie Blahoslav Maršálek či architekt Petr Pelčák. Na podporu přesunu nádraží vystupoval ve veřejné debatě rovněž architekt Jaroslav Dokoupil.

### Aktivita úřadů

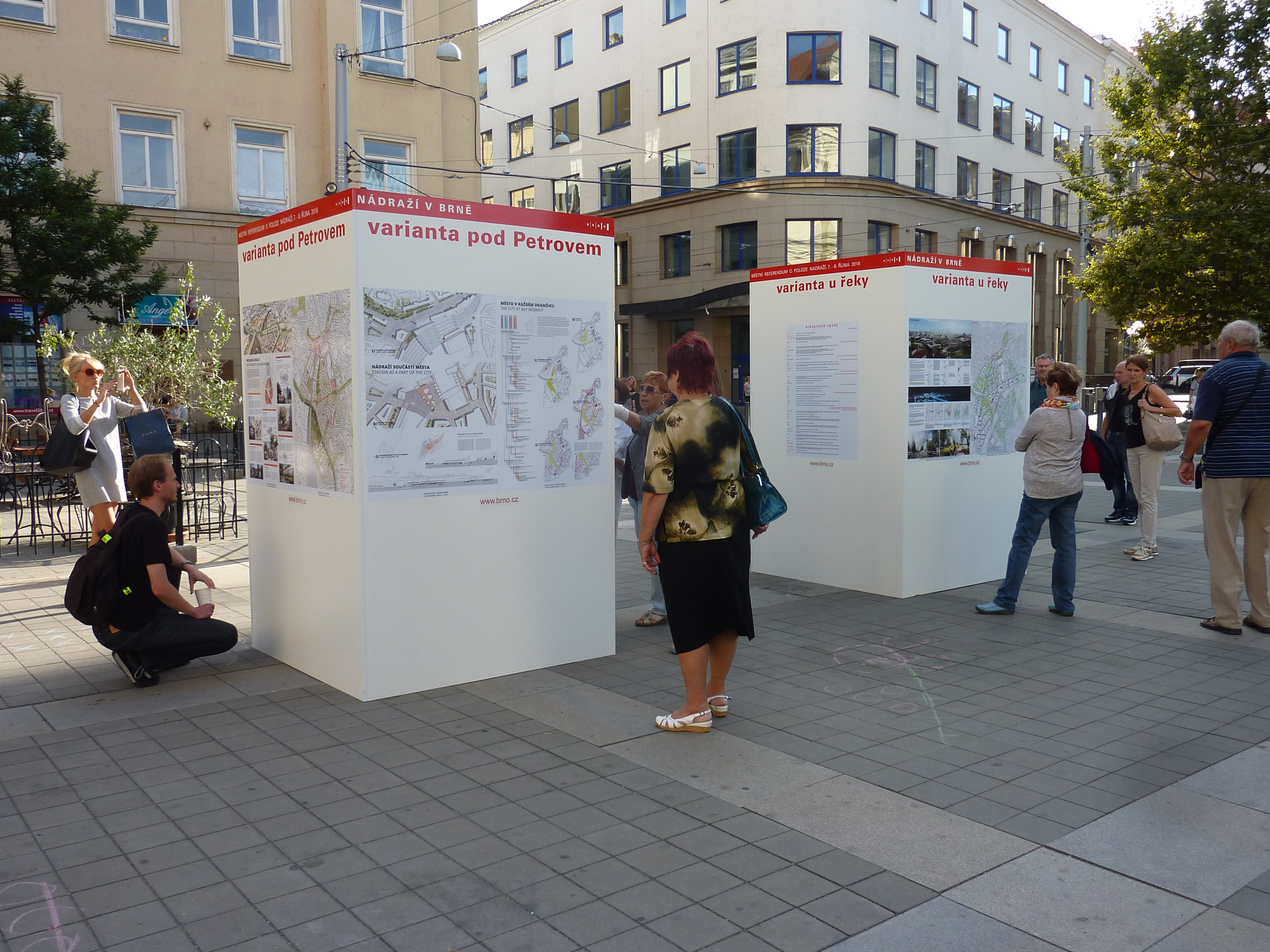
Lidé si prohlížejí dva čtyřboké informační hranoly o referendu instalované magistrátem města Brna na Moravském náměstí.

Město Brno umístilo koncem září na pěti frekventovaných místech (Nádražní, Kobližná, Moravské náměstí, Mendlovo náměstí a Lužánky) po dvou čtyřbokých informačních hranolech prezentujících vybrané návrhy studií budoucího rozvoje centra města, a to jak s nádražím „pod Petrovem“, tak „u řeky“. Součástí potisku těchto hranolů jsou i informace o podmínkách konání místního referenda. Uspořádána byla také dvouhodinová veřejná debata na téma „Budoucnost centra Brna“, které se zúčastnili odborníci na dopravu, urbanismus a legislativu a moderoval ji Jakub Železný. Další debaty uspořádaly ve své režii některé městské části. Základní informace o referendu se na webových stránkách města objevily 29. září, tedy osm dní před jeho začátkem. Zastupitelský klub Žít Brno a Pirátů vytvořil informační webovou stránku, jejímž prostřednictvím vyzýval voliče, aby se referenda zúčastnili.
Zmocněnec přípravného výboru referenda Jakub Patočka v otevřeném dopise primátoru Vokřálovi z 29. září 2016 obvinil magistrát z porušování povinnosti zajistit pro referendum co největší účast. Upozornil mj. na to, že na webových stránkách města se první zmínka o referendu objevila až teprve v den psaní dopisu, tedy osm dní před jeho konáním. Patočka v dopise primátora požádal, aby veřejně vyzval občany k účasti v referendu a podpořil účast zástupců přípravného výboru v hlasovacích komisích. V případě, že v referendu nebude dosažena potřebná minimální účast voličů, hodlá se prý zasadit o jeho opakování. Sám primátor Vokřál se vyjádřil, že se referenda nezúčastní – vadí mu totiž chybějící studie proveditelnosti.

### Průzkumy a odhady výsledků
Sázková kancelář Fortuna považuje za téměř jisté, že se většina účastníků referenda vysloví pro modernizaci nádraží v dosavadní poloze – vyhlásila kurz 1,03 na to, že se tak stane, a kurz 7,5 na opačný výsledek. Kurzy na další okolnosti nezbytné pro dosažení jeho platnosti (minimální účast) a závaznosti (podíl z celkového počtu oprávněných hlasujících) však vyhlášeny nebyly.
V roce 2016 nebyly až do doby konání referenda zveřejněny výsledky žádných předvolebních průzkumů, které by se ho týkaly. V průzkumu, jenž realizoval v roce 2012 Brněnský deník v rámci projektu 1000 Brňanů, se 69 % z tisícovky respondentů vyjádřilo pro zachování nádraží v centru.
Po proběhnutí referenda byly zveřejněny výsledky průzkumu realizovaného u hlasovacích místností studenty katedry politologie Fakulty sociálních studií Masarykovy univerzity, podle něhož v referendu zvítězila odpověď „ano“, avšak referenda se zúčastnilo pouze 27 % oprávněných hlasujících – tedy méně, než kolik je ze zákona nutné pro jeho platnost (35 %).

## Výsledky

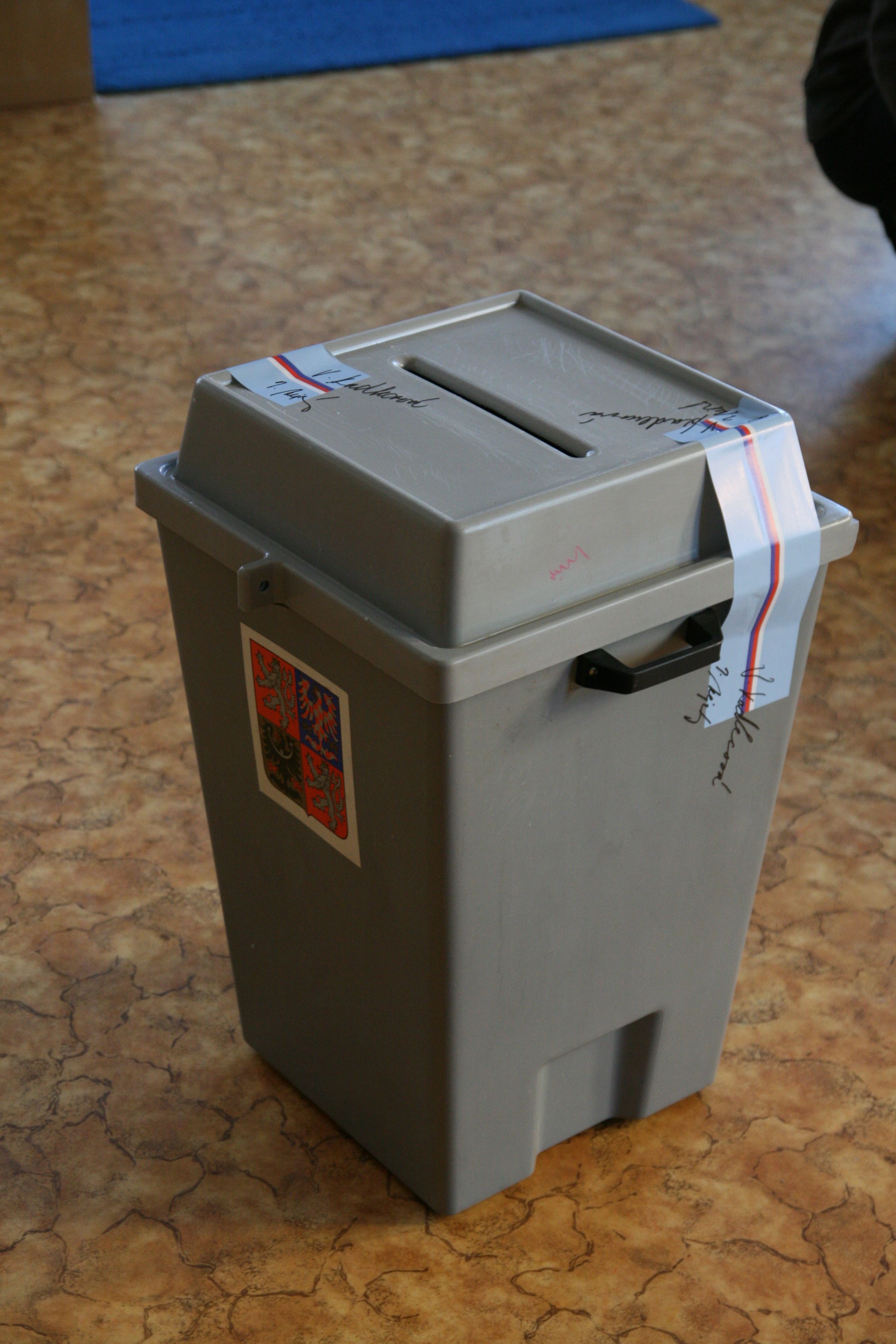
Hlasovací urna v jedné z hlasovacích místností

Dle konečných výsledků se referenda zúčastnilo 23,83 % oprávněných osob (73 156 z 306 981 osob). Referendum je tedy neplatné. Na 1. otázku (modernizace nádraží v dosavadní poloze) odpovědělo 80,94 % zúčastněných „ano“, 13,12 % zúčastněných odpovědělo „ne“ a 3,88 % zúčastněných neoznačilo u této otázky žádnou odpověď (zbývajících 2,06 % tvořily neplatné hlasy). Na 2. otázku (nalezení řešení architektonickou soutěží) odpovědělo 67,89 % zúčastněných „ano“, 15,96 % zúčastněných odpovědělo „ne“ a 13,64 % zúčastněných neoznačilo u této otázky žádnou odpověď (zbývajících 2,51 % tvořily neplatné hlasy). Z vydaných úředních obálek byly odevzdány všechny s výjimkou 159. S ohledem na neplatnost referenda nejsou rozhodnutí v obou otázkách závazná. Účast v tomto referendu byla přibližně o jeden procentní bod nižší než v předchozím referendu o stejném tématu konaném v roce 2004.

### Výsledky podle městských částí
Referendum proběhlo ve 350 hlasovacích okrscích, které jsou tvořeny tak, aby v každém z nich bylo zapsáno přibližně tisíc oprávněných hlasujících. Okrsky jsou skladebné do městských částí, tj. v každé městské části je zřízen jeden nebo více okrsků a současně každý okrsek náleží do právě jedné městské části.
Největší účast z městských částí byla v Kníničkách (35,22 %) a Medlánkách (35,17 %), což byly současně jediné městské části, v nichž účast v referendu překonala hranici 35 %, která je na úrovni celého města podmínkou pro platnost referenda. Vysoká účast byla zaznamenána také v Útěchově (32,72) a Komíně (32,09 %). Naopak nejmenší účast zaznamenaly městské části Brno-střed (17,50 %), Starý Lískovec (17,66 %), Černovice (19,00 %) a Slatina (19,36 %).
Na 1. otázku (modernizace nádraží v dosavadní poloze) odpověděla kladně největší část zúčastněných v městských částech Ořešín (85,11 %), Brno-střed (84,42 %), Nový Lískovec (84,25 %) a Maloměřice a Obřany (83,97 %). Nejmenší podíl hlasů „ano“ na 1. otázku zaznamenaly komise v Jundrově (71,68 %), Bosonohách (74,61 %) a Žebětíně (74,74 %).
Na 2. otázku (nalezení řešení architektonickou soutěží) odpověděla kladně největší část zúčastněných v městských částech Brno-střed (72,39 %), Maloměřice a Obřany (71,77 %), Nový Lískovec (71,64 %) a Komín (71,20 %). Nejmenší podíl hlasů „ano“ na 2. otázku zaznamenaly komise v Chrlicích (58,26 %) a ve Starém Lískovci (60,17 %).
V žádné městské části nebyl počet hlasů „ne“ pro žádnou z otázek vyšší než počet hlasů „ano“. Druhá otázka obdržela ve všech městských částech nižší podíl hlasů „ano“ než první.
K referendu přišlo a hlas „ano“ odevzdalo alespoň 25 % všech osob oprávněných k hlasování (kritérium pro závaznost odpovědi v případě platnosti referenda) u 1. otázky v městských částech Kníničky (27,96 %), Medlánky (27,79 %), Řečkovice a Mokrá Hora (26,10 %), Komín (25,93 %), Žabovřesky (25,61 %) a Útěchov (25,42 %); u 2. otázky nebylo toto kritérium splněno v žádné městské části.
Následující mapy ukazují účast v referendu a podíl odpovědí „ano“ na obě pokládané otázky za každou z 29 brněnských městských částí:

### Zveřejnění výsledků

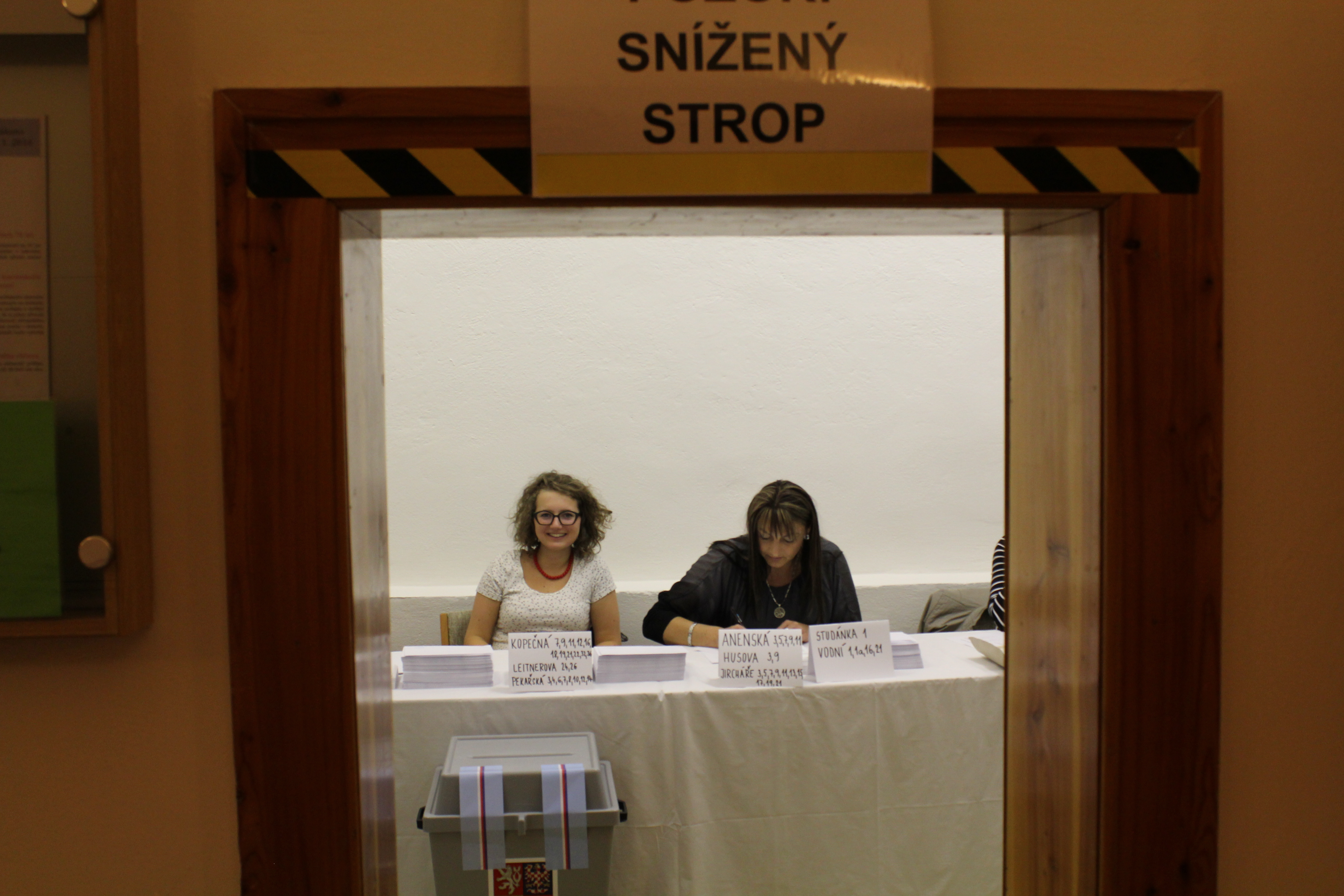
Okrsková komise dohlížející na průběh referenda

Výsledky referenda vyhlašuje podle zákona o místním referendu městská komise, a to neprodleně po vyhotovení zápisu o výsledku hlasování. Tento zápis vyhotovuje na podkladě zápisů jí předaných místními komisemi (z jednotlivých městských částí), které zase pracují s podklady vypracovanými jednotlivými okrskovými komisemi. Na rozdíl od voleb tedy výsledky nezpracovává a ani je na svých webových stránkách nezveřejňuje Český statistický úřad – tyto činnosti má na starosti město Brno. Závazný způsob zveřejnění výsledků je vyvěšením zápisu o nich na úřední desce magistrátu po dobu 15 dní.
Mluvčí brněnského magistrátu krátce po uzavření hlasovacích místností prohlásila, že průběžné výsledky ani volební účast nebudou zveřejňovány, konečné výsledky referenda měly být oznámeny okolo osmé hodiny večerní. Nakonec se tak stalo ve 22.04 poté, co zapisovatel městské komise Radim Sedláček ve 21.50 podepsal vyhotovený zápis o výsledku hlasování. V následujících minutách výsledky převzala média, ve 23.48 o nich v podobě aktuality na hlavní stránce informovaly i webové stránky města. Zdržení při zpracování konečných výsledků oproti původnímu předpokladu bylo způsobeno čekáním na dodání dílčích výsledků z městské části Brno-střed (kde byla nejmenší procentuální účast, avšak v absolutních číslech naopak největší) a rovněž nezkušeností členů místních komisí. V jednom okrsku v Novém Lískovci musely být hlasy po špatném sečtení přepočítány. Např. místní komise v městské části Vinohrady měla naopak všech svých deset okrsků sečtených již v 16.20.

### Vztah k účasti ve volbách
Podle politologa Lubomíra Kopečka z Fakulty sociálních studií Masarykovy univerzity se mj. v důsledku konání referenda nezanedbatelně zvýšila účast ve volbách do krajského zastupitelstva. Ta dosáhla po sečtení všech hlasů hodnoty 39,51 %. Politici Petr Vokřál, Michal Hašek a Petr Fiala podle ČTK v referendu nehlasovali, ačkoliv voleb se zúčastnili.